# Makoto Odakura
Makoto Odakura (1993) es un deportista japonés que compite en triatlón.
Ganó una medalla de plata en los Juegos Asiáticos de 2022 y dos medallas en el Campeonato Asiático de Triatlón, plata en 2017 y bronce en 2022.

## Palmarés internacional
| Juegos Asiáticos    | Juegos Asiáticos      | Juegos Asiáticos  | Juegos Asiáticos |
| Año                 | Lugar                 | Medalla           | Prueba           |
| ------------------- | --------------------- | ----------------- | ---------------- |
| 2022                | Hangzhou (China)      | Medalla de plata  | Individual       |
| Campeonato Asiático |                       |                   |                  |
| Año                 | Lugar                 | Medalla           | Prueba           |
| 2017                | Palembang (Indonesia) | Medalla de plata  | Individual       |
| 2022                | Aktau (Kazajistán)    | Medalla de bronce | Individual       |